# رعد فنر
رعد فنر مواليد 25 مارس 1997 في العراق، هو لاعب كرة قدم عراقي يلعب مع نادي النفط في مركز الدفاع.

## المسيرة الاحترافية

### أندية لعب لها
- نادي النفط